# Pic de la Tortue
Le pic de la Tortue (chinois simplifié : 龟峰 ; pinyin : guī fēng) est un sommet situé dans la ville-préfecture de Yiyang, au sein de la province du Jiangxi, en Chine, qui abrite un parc national. Il fait partie des six sites chinois inscrit collectivement sur la liste du patrimoine mondial de l'UNESCO en juillet 2010 sous le nom de « Danxia de Chine ».

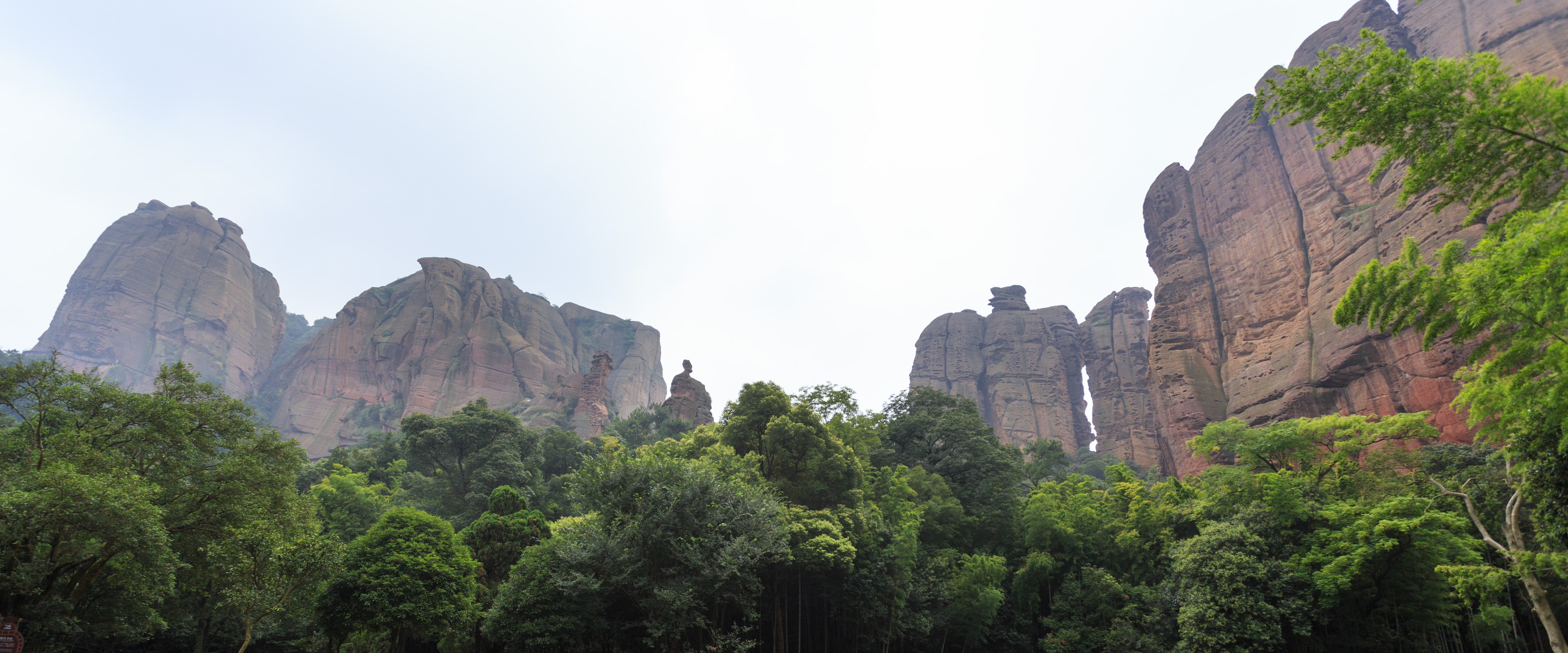
Vue panoramique.